# WWE Evolution
WWE Evolution – cykl gal pay-per-view (PPV) i livestreamingowych w profesjonalnym wrestlingu kobiet produkowane przez WWE. Jest to jedyne wydarzenie PPV i livestreaming firmy, które składa się wyłącznie z walk kobiet. Inauguracyjne wydarzenie odbyło się w październiku 2018 roku, a po latach plotek i spekulacji drugie wydarzenie zaplanowano na lipiec 2025 roku.

## Tło
Przez wszystkie lata do 2015 roku, kiedy w federacji występowały kobiety były one źle traktowane. Dostawały krótkie mecze, a termin „Diva”, którymi je określano, oraz mecze bikini itp. irytowało wrestlerki. Wiele wrestlerek występujących w federacji skarżyło się na to, a wiele również odeszło. W końcu Stephanie McMahon, w 2015 wezwała gwiazdy z rozwojówki NXT (Charlotte, Sashę Banks oraz Becky Lynch), aby pomogły wraz z gwiazdami z głównego rosteru w Divas Revolution.
Kolejny krok w celu podbudowania dywizji Divas, był mecz o WWE Divas Championship pomiędzy mistrzynią Charlotte, Sashą Banks oraz Becky Lynch na WrestleManii 32. Był to bardzo duży krok, ponieważ miał to być drugi raz w ciągu 8 lat, kiedy mistrzostwo Divas będzie bronione na flagowej gali WWE, WrestleManii. Na imprezie jednak ogłoszono, że termin „Divas” zostanie usunięty, a kobiety będą nazywane tak jak mężczyźni „Superstars”. Wycofano również Divas Championship, a na jego miejsce pojawiło się nowe (inne niż jego odpowiednik WWE Women's Championship (1956–2010)) WWE Women's Championship (obecnie Raw Women's Championship), które zastąpiło stawkę walki kobiet. Walkę wygrała Charlotte, zostając pierwszą mistrzynią kobiet WWE, a Divas Revolution, zostało przemianowane na „Women's Evolution”. Był to jeden z największych momentów w historii walk kobiet.
W 2016 roku, po przywróceniu podziału na marki, Charlotte wraz z WWE Women's Championship została przydzielona do Raw, zmieniając nazwę tytułu na Raw Women's Championship, a SmackDown utworzyło odpowiednik SmackDown Women's Championship.

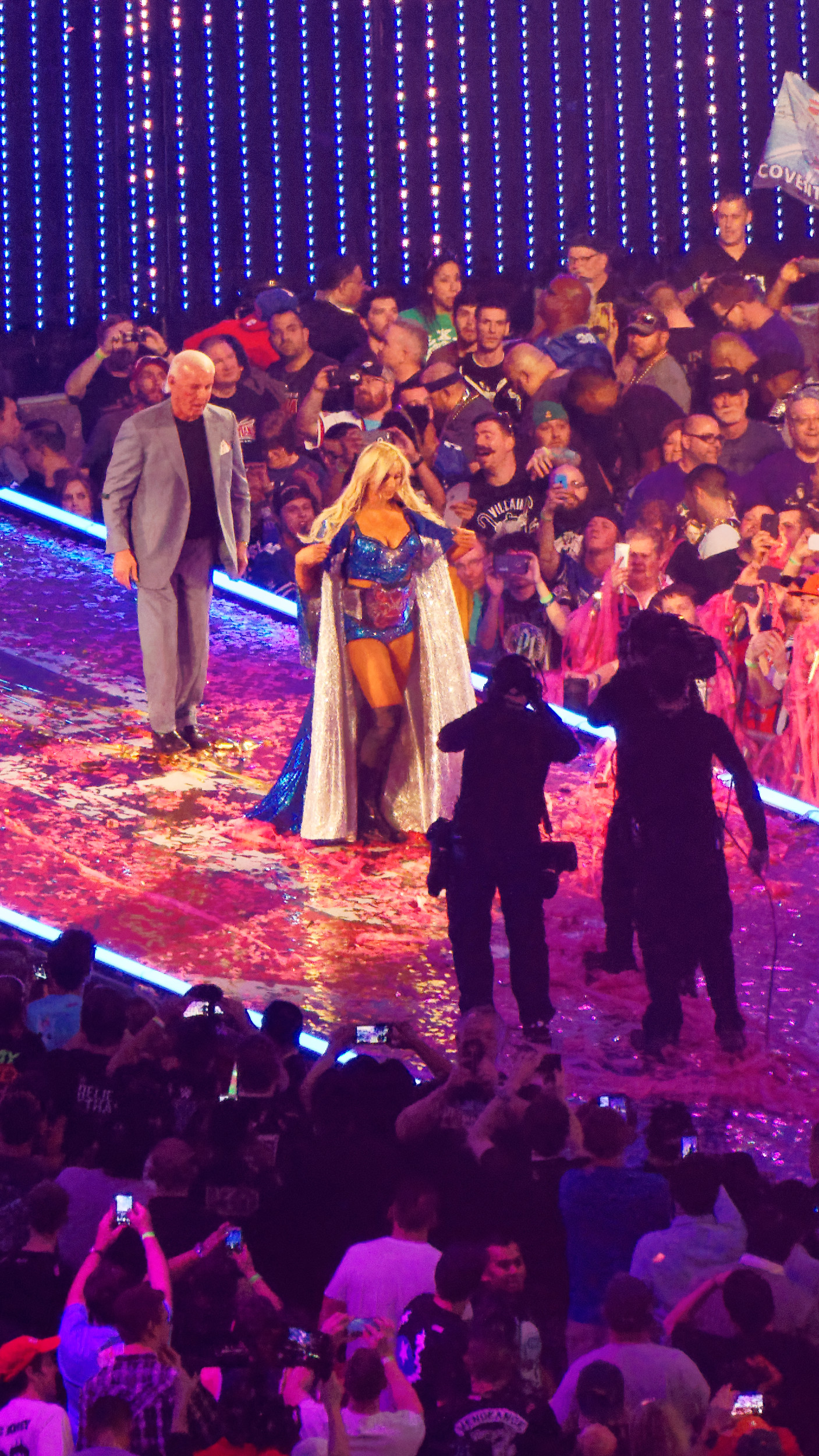
Charlotte wraz z mistrzostwem Divas, podczas wejścia na WrestleManii 32

Również w 2016 roku, mistrzostwo Raw było bronione w pierwszym w historii Hell in a cell matchu kobiet, który był również main eventem gali Hell in a Cell, a na tygodniówkach Raw i SmackDown pojawiało się więcej main eventów z udziałem kobiet.
Podczas odcinka Raw, 23 lipca 2018 Stephanie McMahon ogłosiła galę All-Women's PPV Evolution. Triple H zaprzeczył również, że gala miała być kontrapunktem dla Crown Jewel, na którym nie mogły pojawiać się wrestlerki WWE.
W ciągu następnych kilku lat pojawiały się różne komentarze od osób z WWE na temat potencjalnego drugiego wydarzenia Evolution, przy wsparciu wielu kobiet występujących w WWE.
Przed zwolnieniem wrestlerki Mickie James z WWE w kwietniu 2021 roku naciskała na firmę, aby wyprodukowała kolejne wydarzenie z udziałem wszystkich kobiet, a także brand złożoną wyłącznie z kobiet, ale powiedziała, że została "odcięta przy każdej okazji". Twierdziła, że nienazwany urzędnik WWE powiedział jej, że "kobiecy wrestling nie zarabia pieniędzy" i że Evolution było "najniżej ocenianym pay-per-view firmy w historii pay-per-view WWE". W czerwcu 2021 roku była zapaśniczka WWE Maria Kanellis stwierdziła również, że były szef WWE od relacji z talentami, Mark Carano, poinformował ją, że nie będzie kolejnego kobiecego wydarzenia, chociaż podczas telekonferencji w tym samym miesiącu Triple H powiedział, że druga Evolution jest możliwa, "ale w tej chwili nie jest to koniecznością".
Po kolejnych kilku latach, 6 marca 2025 roku pojawił się raport, że WWE faktycznie planuje zorganizować drugie wydarzenie Evolution. Bodyslam.net stwierdził, że firma zamierzała zorganizować wydarzenie 5 lipca 2025 roku w Mohegan Sun Arena w Uncasville w stanie Connecticut, ale zauważył, że chociaż wydarzenie było w toku, harmonogram był wstępny. 12 maja 2025 roku nowy raport PWInsider stwierdził, że firma chce teraz zorganizować wydarzenie tydzień później w Atlancie w stanie Georgia w ten sam weekend, co Saturday Night’s Main Event XL. WWE potwierdziło to następnie ogłoszeniem podczas Saturday Night’s Main Event XXXIX 24 maja, z drugim wydarzeniem Evolution zaplanowanym na niedzielę 13 lipca w State Farm Arena w Atlancie; Saturday Night’s Main Event XL odbędzie się dzień wcześniej w tym samym miejscu. W przeciwieństwie do 2018 roku, Evolution 2025 będzie obejmować tylko wrestlerek z Raw, SmackDown i NXT, ponieważ NXT UK zostało rozwiązane w 2022 roku.

## Lista gal
| Gala             | Data                      | Lokalizacja          | Arena                             | Walka wieczoru                                                                         | Przypis |
| ---------------- | ------------------------- | -------------------- | --------------------------------- | -------------------------------------------------------------------------------------- | ------- |
| Evolution (2018) | 28 października 2018(dts) | Uniondale, Nowy Jork | Nassau Veterans Memorial Coliseum | Ronda Rousey (c) vs. Nikki Bella Singles match o WWE Raw Women’s Championship          | [ 19 ]  |
| Evolution (2025) | 13 lipca 2025(dts)        | Atlanta, Georgia     | State Farm Arena                  | Iyo Sky (c) vs. Rhea Ripley vs. Naomi Triple threat match o Women’s World Championship |         |